# Großsteingräber bei Oćwieka
Die Großsteingräber bei Oćwieka (auch Großsteingräber bei Woitfick genannt) waren drei megalithische Grabanlagen der jungsteinzeitlichen Trichterbecherkultur bei Oćwieka (deutsch Woitfick), einem Ortsteil von Przelewice (deutsch Prillwitz) in der Woiwodschaft Westpommern in Polen. Sie wurden im 19. Jahrhundert zerstört.

## Lage
Die Gräber befanden sich etwa 2500 Schritt (ca. 1,9 km) westlich von Oćwieka. Grab 1 war das mittlere. Grab 2 lag nur 25 Schritt (ca. 19 m) südöstlich von Grab 1 und Grab 3 500 (ca. 380 m) Schritt nördlich von Grab 1. 500 Schritt (ca. 380 m) westlich von Oćwieka lag eine weitere Anlage, bei der unklar ist, ob es sich ebenfalls um ein Großsteingrab oder um einen Grabhügel gehandelt hat.

## Beschreibung

### Grab 1
Grab 1 besaß ein langes, nordwest-südöstlich orientiertes rechteckiges Hünenbett. Zu den genauen Maßen liegen keine Angaben vor. Die steinerne Umfassung war um 1825 bereits stark zerstört. Über eine Grabkammer ist nichts bekannt.

### Grab 2
Grab 2 besaß ein kurzes, nordwest-südöstlich orientiertes rechteckiges Hünenbett. Zu den genauen Maßen liegen keine Angaben vor. Die steinerne Umfassung war um 1825 noch gut erhalten, allerdings waren an der südwestlichen Langseite einige Steine bereits aus ihren Standlöchern entfernt worden und lagen neben dem Bett. Über eine Grabkammer ist nichts bekannt.

### Grab 3
Grab 3 besaß ein langes, nordwest-südöstlich orientiertes trapezförmiges Hünenbett. Zu den genauen Maßen liegen keine Angaben vor. Die steinerne Umfassung war um 1825 noch gut erhalten. Über eine Grabkammer ist nichts bekannt.